# Edgar de Bruin
Edgar de Bruin (1958) is sinds eind jaren tachtig van de 20e eeuw actief als vertaler van Tsjechische literatuur in het Nederlands.
De Bruin heeft inmiddels ruim veertig werken vertaald. In 2006 kreeg hij voor zijn vertaling Spoelen met teerzeep van Jáchym Topol de Aleida Schot-prijs. In 2007 werd hij door de Tsjechische Schrijvers Vereniging onderscheiden met de Premia Bohemica Prijs voor zijn verdiensten voor de Tsjechische literatuur. Ter gelegenheid van die toekenning heeft Jáchym Topol een lofrede geschreven. In 2015 ontving hij de Vertaalprijs van het Nederlands Letterenfonds en in 2017 de Jiří Theiner-prijs. Naast romans heeft Edgar de Bruin ook diverse korte verhalen, kinderboeken en toneelstukken vertaald.

## Vertaald werk door Edgar de Bruin
- Dona nobis pacem, Jan Balabán
- Indianenloop, Tereza Boučková
- Ver van de boom, Zuzana Brabcová
- Gevallen, Zuzana Brabcová
- Onder water, Edgar Dutka
- Ontsnapt uit Treblinka, Richard Glazar
- Zoon en vader, Emil Hakl
- Kerkhof aan zee, Emil Hakl
- Een ware gebeurtenis, Emil Hakl
- Het vertrek, Václav Havel - Samen met Richard Ernest vertaald
- Hester, Iva Hercíková
- Stad der smarten, Daniela Hodrová
- Poppen, Daniela Hodrová
- Vreemdeling zoekt kamer, Egon Hostovský
- De schuilplek, Egon Hostovský
- Mijn grootmoeder, Petra Hůlová
- Een straat zonder ambitie, Pavel Juráček
- De man uit Želary, Květa Legátová
- De mensen uit Želary, Květa Legátová
- Europeana. Een zeer korte geschiedenis van de twintigste eeuw, Patrik Ouředník
- Het geschikte moment, 1855, Patrik Ouředník
- Een afgedane zaak, Patrik Ouředník
- Mijn ogen leiden je naar huis, Markéta Pilátová
- Mijn lievelingsboek, Markéta Pilátová
- Het schip der doden, Petr Placák
- Het einde van de punk in Helsinki, Jaroslav Rudiŝ
- Het volk boven, Jaroslav Rudiŝ
- Droom van mijn vader, Karol Sidon
- Droom van mijzelf, Karol Sidon
- Polaroid, Marek Šindelka
- Anna in kaart gebracht. Marek Šindelka
- Materiaalmoeheid. Marek Šindelka
- Klimaatverdriet Marek Šindelka
- Ingenieur van de menselijke ziel, Josef Škvorecký - Samen met Kees Mercks en Katka Kolmaš vertaald
- De lafaards, Josef Škvorecký
- Scherzo capriccioso - een vrolijke droom van Dvořák, Josef Škvorecký
- De zevenarmige kandelaar, Josef Škvorecký
- De gekooide charleston, Josef Škvorecký
- Nachtwerk, Jáchym Topol
- Spoelen met teerzeep, Jáchym Topol
- Het gouden hoofd, Jáchym Topol
- De werkplaats van de duivel, Jáchym Topol
- Een gevoelig iemand, Jáchym Topol
- De reis naar Corsica, Filip Topol
- De wraak van de bouwmeesters, Miloš Urban
- De kleine dood, Miloš Urban
- De schaduw van de kathedraal, Miloš Urban
- Te gekke jaren, Michal Viewegh
- De opvoeding van Boheemse meisjes, Michal Viewegh
- Verhalen over de liefde, Michal Viewegh
- Het begon met een ster, Helga Weiss
- Een liefdesbrief in spijkerschrift, Tomáš Zmeškal
- Ontsnapt uit Treblinka, Richard Glazar
- Dasja, Karek Čapek